# Ceiba Sur
Ceiba Sur es un barrio ubicado en el municipio de Juncos en el estado libre asociado de Puerto Rico. En el Censo de 2010 tenía una población de 5482 habitantes y una densidad poblacional de 704,83 personas por km².

## Geografía
Ceiba Sur se encuentra ubicado en las coordenadas 18°12′16″N 65°54′39″O / 18.20444, -65.91083. Según la Oficina del Censo de los Estados Unidos, Ceiba Sur tiene una superficie total de 7.78 km², de la cual 7.72 km² corresponden a tierra firme y (0.73%) 0.06 km² es agua.

## Demografía
Según el censo de 2010, había 5482 personas residiendo en Ceiba Sur. La densidad de población era de 704,83 hab./km². De los 5482 habitantes, Ceiba Sur estaba compuesto por el 70.03% blancos, el 13.61% eran afroamericanos, el 0.47% eran amerindios, el 8.72% eran de otras razas y el 7.17% pertenecían a dos o más razas. Del total de la población el 99.45% eran hispanos o latinos de cualquier raza.